# FC Höxter
Der FC Höxter war ein Sportverein aus Höxter. Die erste Fußballmannschaft spielte drei Jahre in der höchsten Amateurliga Westfalens.

## Geschichte
Der Verein, dessen Gründungsjahr nicht bekannt ist, war bis zum Ende des Zweiten Weltkrieges sportlich unbedeutend. Erst nach Kriegsende erlebte die Mannschaft einen sportlichen Aufschwung. Dank der besseren Versorgungslage mit Lebensmitteln konnten die Verantwortlichen des FC Höxter zahlreiche Spieler aus dem Ruhrgebiet für den Verein verpflichten. Mit Hilfe dieser externen Neuzugänge konnte die Mannschaft die erste Kreismeisterschaft nach dem Krieg gewinnen und stieg in die Bezirksklasse Paderborn auf. Dort wurde die Mannschaft überlegen Meister und setzte sich in der anschließenden Aufstiegsrunde zur Landesliga Westfalen zusammen mit dem TSV Detmold gegen die SG Bünde 08 durch.
Innerhalb von zwei Jahren schaffte der FC Höxter den Sprung in die höchste westfälische Amateurliga. Aus nicht eruierbaren Gründen wurde dem Verein allerdings eine Sperre bis zum 31. Oktober 1947 auferlegt, so dass sechs Spiele kampflos für den jeweiligen Gegner gewertet wurden. Dennoch konnte die Mannschaft den Klassenerhalt sichern. Mit der Währungsreform vom 20. Juni 1948 verließen viele der angeworbenen Gastspieler Höxter wieder, was die Mannschaft schwächte. In der Saison 1948/49 konnte dennoch der Klassenerhalt erreicht werden.
Als Tabellenletzter stiegen die Höxteraner in der Saison 1949/50 aus der Landesliga ab. Auch die 2. Landesliga konnte ein Jahr später nicht gehalten werden. In beiden Spielen gegen Borussia Lippstadt kassierte der FC jeweils elf Gegentore. Finanziell schwer angeschlagen stieg die Mannschaft 1953 auch aus der Bezirksklasse ab. In der Kreisliga Höxter trat der Verein allerdings nicht mehr an und wurde im Jahre 1953 aufgelöst.

## Persönlichkeiten
- Franz Klepacz